# Heissafjorden
Heissafjorden eller Hessafjorden er en fjord i Ålesund og Sula kommuner i    Møre og Romsdal fylke i Norge. Den er 5,5 kilometer lang og ligger mellem øen Heissa i Ålesund og nordvestenden af øen Sula. Kommunegrænsen går midt i fjorden. Heissafjorden har indløb fra Breidsundet i vest, mellem Eltraneset i syd og Stavneset i nord. Ved Slinningen på Heissa fortsætter  fjorden mod øst i Borgundfjorden.
Fjorden er 106 meter på det dybeste.